# Kissenbrück
Kissenbrück es un pueblo ubicado en el distrito de Wolfenbüttel, en el Bundesland alemán de Baja Sajonia.

## Región
- Hedwigsburg